# Triplophysa shilinensis
Triplophysa shilinensis és una espècie de peix de la família dels balitòrids i de l'ordre dels cipriniformes que es troba a Yunnan (Xina).